# Мабука
Мабу́ка (англ. Mabuka) — традиційна громада у складі дистрикту Муландже Південного регіону Малаві.
Населення — 108442 особи (2018).